# 奧索韋 (諾夫哥羅德-謝韋爾斯基區)
52°12′54″N 33°1′12″E / 52.21500°N 33.02000°E
奧索韋（烏克蘭語：Осове），是烏克蘭的村落，位於該國北部切爾尼戈夫州，由諾夫哥羅德-謝韋爾斯基區負責管轄，始建於1700年，面積0.2平方公里，海拔高度177米，2001年人口28，人口密度每平方公里140人。